# Votorantim
Votorantim är en stad och kommun i Brasilien och ligger i delstaten São Paulo. Folkmängden uppgick år 204 till cirka 117 000 invånare. Votorantim är sammanvuxen med den större staden Sorocaba, vilken Votorantim tillhörde fram till slutet av 1963 då man blev en egen kommun.